# Maquis (botanique)
Pour les articles homonymes, voir Maquis.
 (juin 2025).
Si vous disposez d'ouvrages ou d'articles de référence ou si vous connaissez des sites web de qualité traitant du thème abordé ici, merci de compléter l'article en donnant les références utiles à sa vérifiabilité et en les liant à la section « Notes et références ».

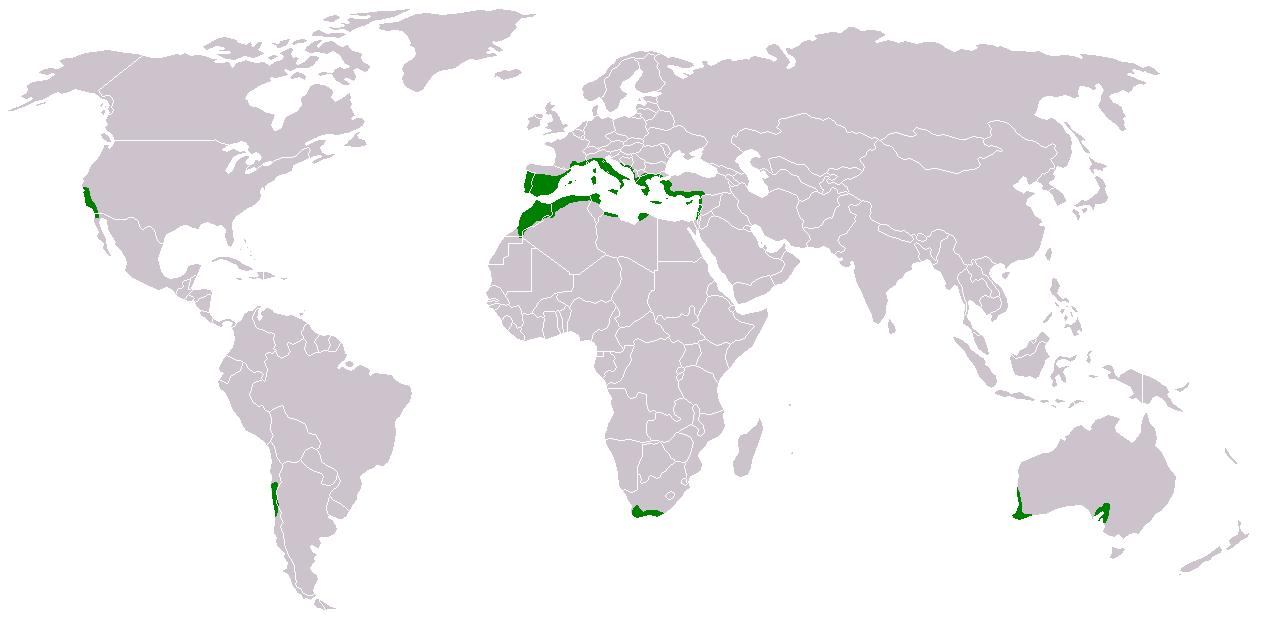
Répartition géographique des espaces de maquis dans le monde

Le maquis est une formation végétale caractéristique des régions au climat méditerranéen.

## Terminologie

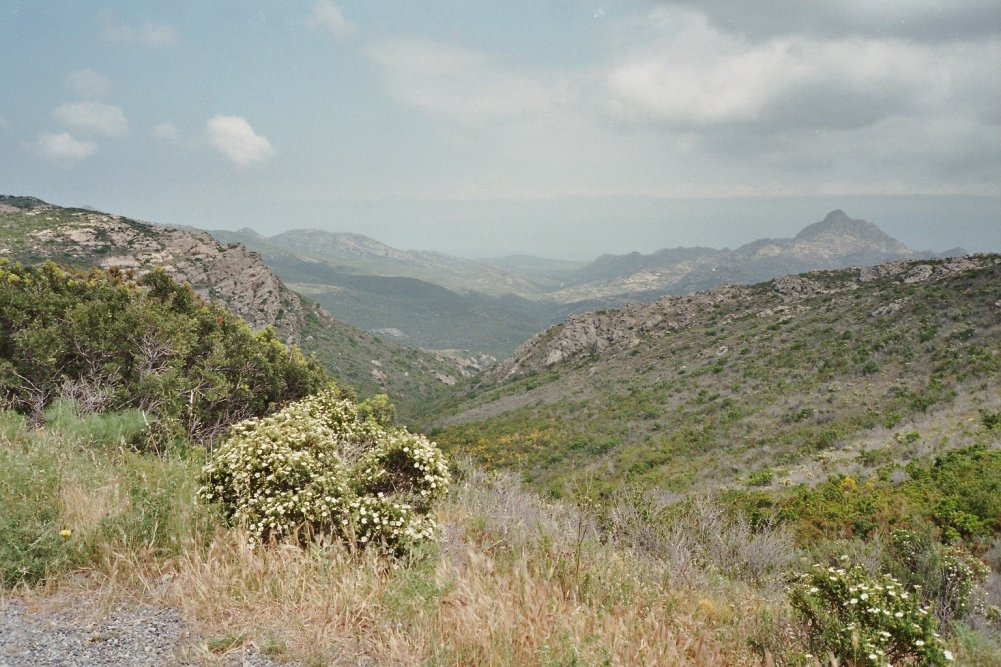
Maquis clairsemé en Corse.

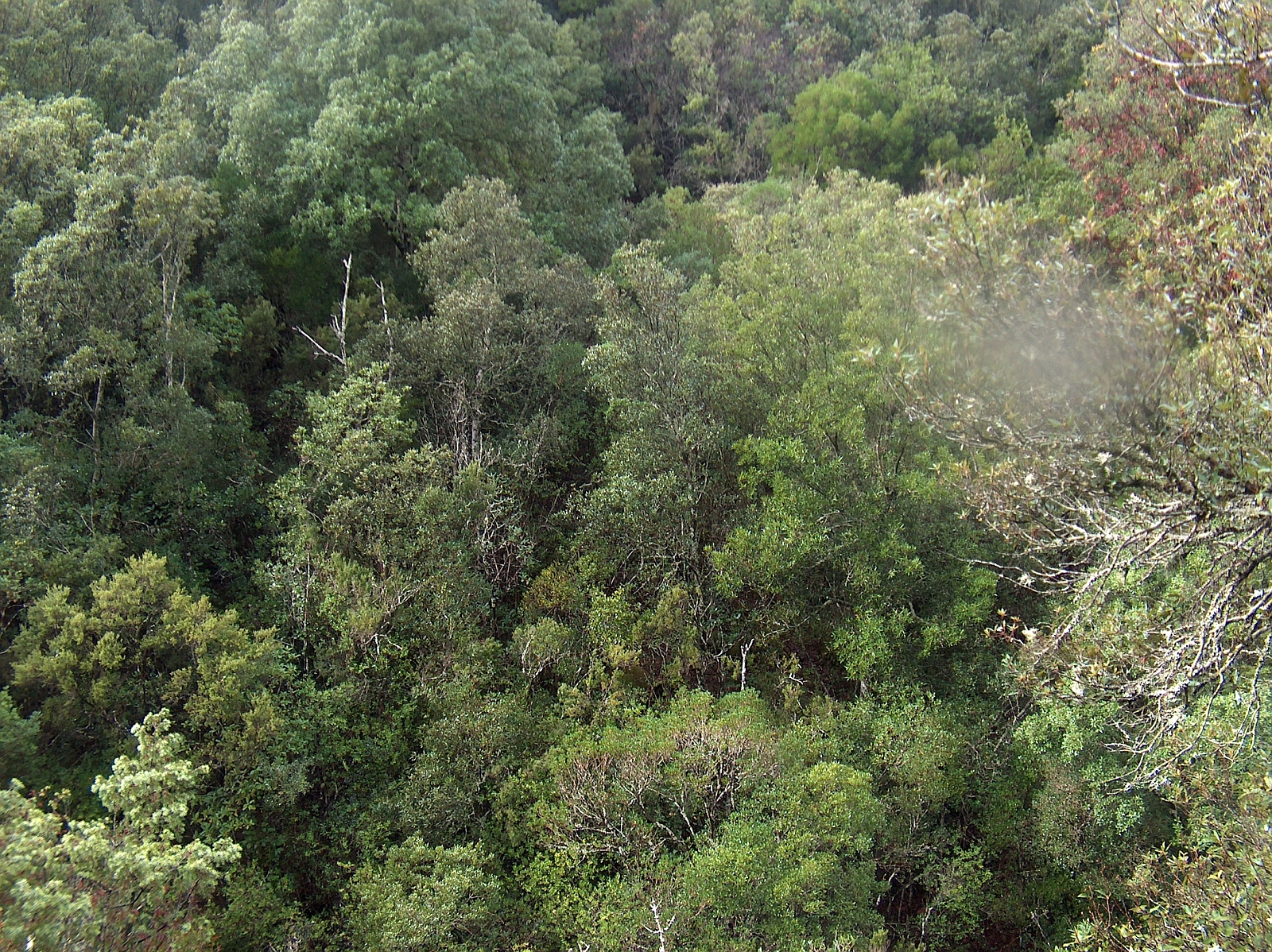
Maquis dense en Sardaigne.

Le terme est un emprunt, par l'intermédiaire du corse machja, à l'italien macchia, lui-même dérivé du latin macula « tache », par allusion à l'aspect tacheté d'un paysage de maquis. On désigne[style à revoir] ainsi une formation végétale plus basse qu'une forêt (fruticée), très dense, constituée principalement d'arbrisseaux résistants à la sécheresse et formant des fourrés épineux et inextricables. Cette formation, qui s'établit dans les massifs cristallins en terrain siliceux, résulte en général de la dégradation de la forêt de chênes-lièges, elle-même ayant généralement remplacé un peuplement originel de chênes verts, mais elle peut être aussi la conséquence du réembroussaillement[Lequel ?] d'anciennes pâtures ou de terres cultivées laissées à l'abandon.

## Répartition
En France, on le trouve[style à revoir] principalement dans les départements des Pyrénées-Orientales, du Var (massif des Maures, Esterel et îles d'Hyères) et surtout en Corse, dont il couvre 20 % de la surface.

« Le maquis, l'impénétrable maquis, formé de chênes verts, de genévriers, d'arbousiers, de lentisques, d'alaternes, de bruyères, de lauriers-tins, de myrtes et de buis, que relient entre eux, les mêlant comme des chevelures, les clématites enlaçantes, des fougères monstrueuses, des chèvrefeuilles, des cistes, des tamarins, des lavandes, des ronces, jetant sur le dos des monts une inextricable toison. »

— Prince Roland Bonaparte, Une excursion en Corse, Paris, 1891.
Parmi les plantes ligneuses les plus caractéristiques du maquis, on citera[style à revoir] :
- l'Arbousier (Arbutus unedo) ;
- la Bruyère arborescente (Erica arborea) ;
- le Calicotome épineux (Calicotome spinosa) ;
- le Ciste de Montpellier (Cistus monspeliensis),
- le Ciste à feuilles de laurier (Cistus laurifolius) ;
- le Ciste à feuilles de sauge (Cistus salviifolius) ;
- des Immortelles comme Helichrysum italicum ;
- la Lavande à toupet (Lavandula stoechas) ;
- le Pistachier lentisque (Pistacia lentiscus) ;
- le Filaire à feuilles étroites (Phillyrea angustifolia) ;
- le Myrte (Myrtus communis) ;
- le Romarin (Rosmarinus officinalis).